# Prostitution au Kirghizistan
La prostitution au Kirghizistan est légale depuis 1998, mais l'exploitation de maisons closes, le proxénétisme et le recrutement de personnes pour la prostitution sont illégaux, passibles de peines pouvant aller jusqu'à cinq ans de prison,. On estime qu'il y a 7 100 professionnel(le)s du sexe au Kirghizistan. La prostitution a lieu dans les rues, dans les bars, les hôtels et les maisons closes.
La prostitution a été blâmée pour l'augmentation du SIDA ; la prévalence du VIH parmi les professionnel(le)s du sexe est de 2 %.
Le trafic sexuel est un problème dans le pays.

## Forces de l'ordre
Les ONG et les professionnel(le)s du sexe signalent le harcèlement et la corruption par les forces de l'ordre et les contrôles de santé forcés. Depuis la création du « Service de lutte contre la traite des êtres humains et les délits contre la moralité publique » de la police en 2013, la situation s'est détériorée. Dans la capitale, Bichkek, l'ancien quartier chaud de la rue Pravda est désormais dépourvu de prostituées. Quelques « mamochki » (madames) sont dans la rue, les travailleuses du sexe se trouvant dans les hôtels voisins.
Des policiers kirghizes exploiteraient des femmes victimes de la traite, dont certaines de moins de 18 ans, à des fins sexuelles à la fois dans les saunas et dans la rue. Des inquiétudes persistent concernant l'inconduite et la corruption de la police, notamment des allégations selon lesquelles la police menace et extorque des victimes de la traite à des fins sexuelles, y compris des mineurs, et des informations selon lesquelles la police accepte des pots-de-vin de trafiquants présumés pour abandonner les affaires.

## Tais Plus
L'ONG Таис Плюс (Tais Plus) est une organisation qui défend les droits des travailleuses du sexe et fournit un soutien et une éducation aux travailleuses du sexe,.
L'organisation a été fondée en 1997 par un groupe de travailleuses du sexe sous la forme d'un « syndicat ». En 2000, elle a été enregistrée en tant qu'ONG et a reçu le statut d'organisation publique.
Tais Plus a réussi à s'opposer à un amendement à la loi en 2005 qui criminalisait le travail du sexe, et à nouveau en 2012 à un amendement proposé pour faire de la prostitution une infraction administrative.
Il a été estimé qu'environ 90 % des travailleuses du sexe de rue au Kirghizistan ont bénéficié du projet de sensibilisation de l'organisation.

## Trafic sexuel
Le Kirghizistan est un pays d'origine, de transit et de destination pour les femmes et les enfants victimes de trafic sexuel. Les femmes et les jeunes filles sont victimes de trafic à l'étranger, notamment vers la Turquie, les Émirats arabes unis (UAE), l'Inde, la Russie, le Kazakhstan, la Corée du Sud, et à l'intérieur du pays. Des filles mineures originaires d'Ouzbékistan font l'objet de trafic sexuel dans la région sud du Kirghizistan. Des hommes et des femmes d'Ouzbékistan, du Tadjikistan, du Turkménistan transitent par le pays pour migrer vers la Russie, les Émirats arabes unis et la Turquie, où ils risquent d'être sujets au trafic sexuel.
L'article 124 du code pénal, intitulé « Traite des personnes », incrimine à la fois la traite à des fins sexuelles pour les adultes et les enfants. L'article exige du procureur qu'il prouve que le délinquant a utilisé la force, le chantage, la fraude, la tromperie ou l'enlèvement dans des affaires de trafic sexuel, que la victime soit un enfant ou un adulte. Le gouvernement a ouvert cinq enquêtes sur la traite à des fins sexuelles en vertu de l'article 124 en 2016.
Le Département d'État des États-Unis via son Bureau de surveillance et de lutte contre la traite des personnes classe le Kirghizistan comme un pays de niveau 2.